# Stefan Hussong
Stefan Hussong (Köllerbach, Saar, 2 de noviembre de 1962) es un acordeonista alemán. Ha sido galardonado de numerosos premios de interpretación, como el Concurso Internacional de Intérpretes de Gaudeamus para la Música Contemporánea y como el Mejor Instrumentalista del Año del Echo Klassik.

### Estudios y carrera artística
Estudió con Eugen Tschanun, Hugo Noth, Joseph Macerollo y Mayumi Miyata en la Universidad de Música Trossingen, en los conservatorios de Toronto y Tokio (Geijutsu Daigaku). En 1983 fue el primer ganador de la competencia de Hugo Herrmann.
Parte de su trabajo como intérprete ha sido como solista de orquestas como la Orquesta de la Suisse Romande, la Orquesta Sinfónica de Tokio, la Toyko Harmonia Chamber Orchestra, la Klangforum Wien y el Ensemble Modern. También ha interpretado junto a músicos como el violinista Irvine Arditti, el violonchelista Julius Berger y Miklos Perenyi.
Es profesor de Acordeón y Música de Cámara en la Musikhochschule Würzburg.

## Repertorio y estilo
El repertorio de Hussong va de música barroca a contemporánea, lo que ha hecho que colabore con compositores como Sofia Gubaidulina, Toshio Hosokawa, Adriana Hölszky y Klaus Huber.
Stefan Hussong señala que el acordeón, que había sido un instrumento poco usado en la música académica, se ha convertido en un instrumento fascinante, debido a todas las posibilidades técnicas que posee, ser un instrumento de viento con un teclado así como un gran espectro dinámico y tonal.

## Discografía
- 1987 Bach: Goldbergvariations -- Sweelinck: Fantasia.
- 1989 Neue Musik für Akkordeon. S. Gubajdulina, V. Heyn, K. Huber, J. Krebs.
- 1992 John Cage.
- 1992/93 Sofia Gubajdulina.
- 1993 Adriana Hölszky, Space, Miserere, Decorum, Nouns to Nouns I, Innere Welten, Sonett.
- 1993 Uros Rojko - Ensemble Aventure & Stefan Hussong, Whose Song, Tati, Ottoki, Glass voices.
- 1994 Johann Sebastian Bach: English Suites.
- 1995 Tango Fantasy.
- 1996 Toshio Hosokawa-Portrait, Melodia, Sen V, In die Tiefe der Zeit, Vertical Time-study I,III.
- 1996 Stefan Hussong plays Johann Sebastian Bach.
- 1997 In die Tiefe der Zeit.
- 1997 Whose Song. Accordion music of the 20th. Century. (música de acordeón del siglo XX) T. Hosokawa, M. Lindberg, U. Rojko, J. Cage, A. Hölszky, I. Stravinsky.
- 1997 Revolucionario Tangos de y para Astor Piazzolla.
- 1997 DREAM Stefan Hussong plays CAGE.
- 1999 Stefan Hussong plays Frescobaldi.
- 1999 Uros Rojko Chamber Music.
- 2000 T'W'ogether. Stefan Hussong und Mie Miki spielen Bach, Piazzolla, Mozart, Jukka Tiensuu, Solar, Takemitsu.
- 2002 Sonora Distancia.
- 2002 J.S.Bach - 3 Sonatas for Viola da Gamba and keyboard BWV 1027-1029
- 2002 High Way for One. A. Hölszky, L. Berio, K. Harada, A. Nordheim, S. Gubajdulina, H.K. Lim.
- 2002 Anarchic Harmonies. Girolamo Frescobaldi (Canzoni per Basso), John Cage (Harmonies).
- 2003 karlheinz stockhausen - tierkreis - zodiac.
- 2004 Toshio Hosokawa | Gagaku - deep silence.
- 2005 wolke und mond - johann sebastian bach, adriana hölszky.

## Premios
- 1983 - Primer premio en el concurso internacional Hugo Hermann[2]
- 1987 - Primer premio en el concurso internacional Gaudeamus Interpreters[2]
- 1999 - Galardonado en la categoría Mejor Instrumentalista del Año del Echo Klassik, Premio de la Phonoakademie alemana.[1]